# 제이크 헤이거
잭 스웨거(Jack Swagger, 1982년 3월 24일 ~ )는 미국의 전 프로레슬링 선수이자 종합격투기 선수이다. 본명은 도널드 제이콥 해거(Donald Jacob Hager)이며 키는 196cm, 체중은 115kg이다. 2006년 프로레슬링에 입문하였고, 월드 챔피언 1회 달성한 경력이 있다. 부상으로 메인 전선에서 멀어졌으며, 마약 소지와 음주운전 사고로 인해 한 때 해고 위기까지 몰렸었으나, 현재는 WWE에서 리얼 아메리칸이라는 태그팀으로 세자로와 활동하다가 갑작스럽게 해제되었으나 2014년 6월 30일 WWE Raw에서 루세프랑 대립을 하면서 선역이 되었고, 2016년 10월 러에서 스맥다운으로 이적했으나, 두번 출연에 그치고 자취를 감추더니 2017년 3월 1일 WWE측에 방출 요청을 했고 3월 15일 방출되었다. 피니쉬 무브는 것렌치 펄링 파워밤과 패트리어트 락(앵클 락)을 사용한다.

## 수상
- FCW 플로리다 헤비웨이트 챔피언 1회
- FCW 사우던 헤비웨이트 챔피언 1회
- ECW 챔피언 1회
- WWE 월드 헤비웨이트 챔피언 (구 버전) 2회
- WWE 유나이티드 스테이츠 챔피언 1회
- 2010년 머니 인 더 뱅크 우승
- 5 스타 레슬링 챔피언 1회
- PPW 헤비웨이트 챔피언 1회
- IWR 헤비웨이트 챔피언 1회
- NEW 헤비웨이트 챔피언 1회
- 루차 언더그라운드 챔피언 1회
- 루차 언더그라운드 기프트 오브 더 갓스 챔피언 1회